# Pays d'Outremeuse
Pour les articles homonymes, voir Outremeuse (homonymie).

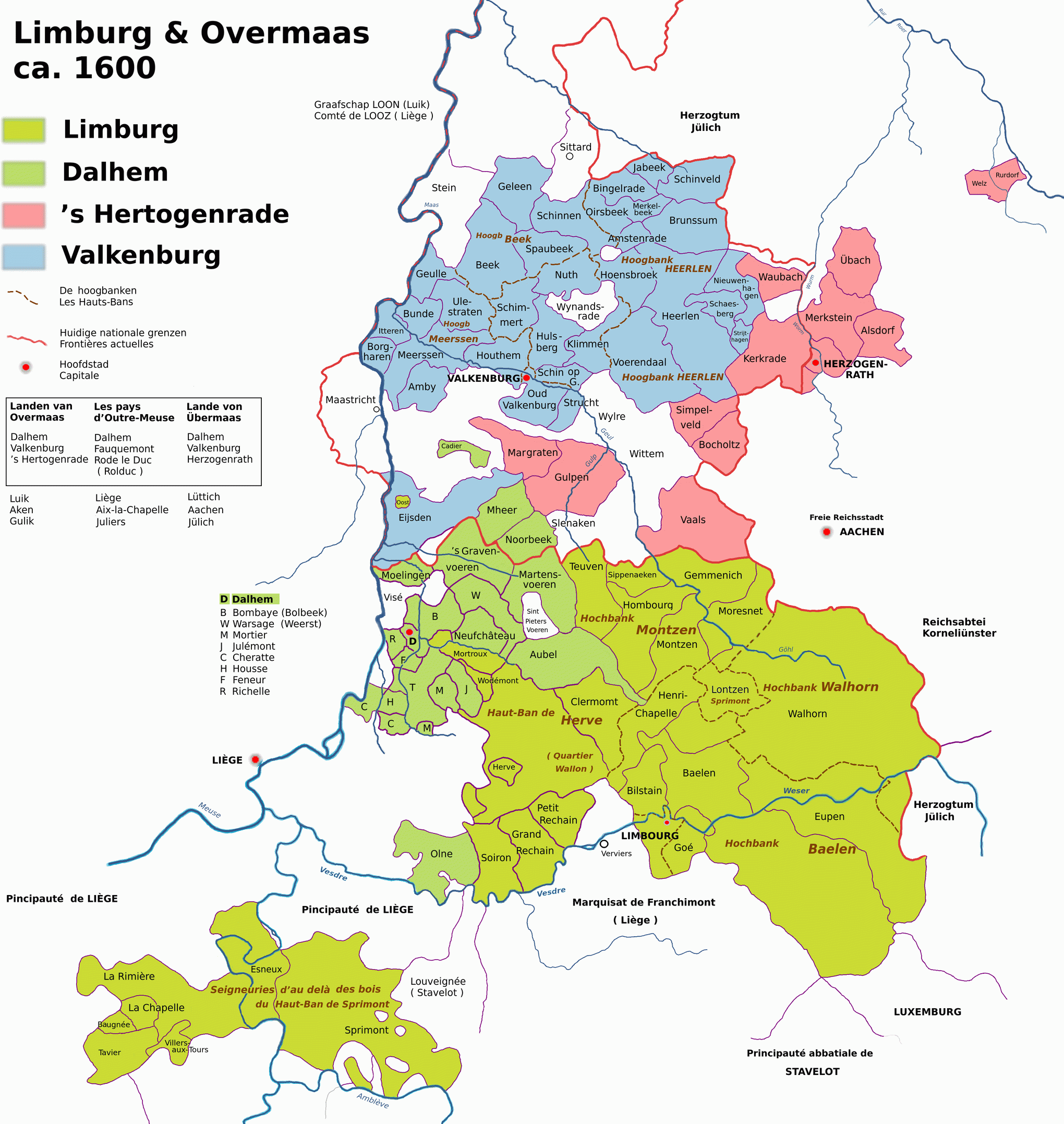
Le duché de Limbourg et les pays d’Outremeuse, env. 1600

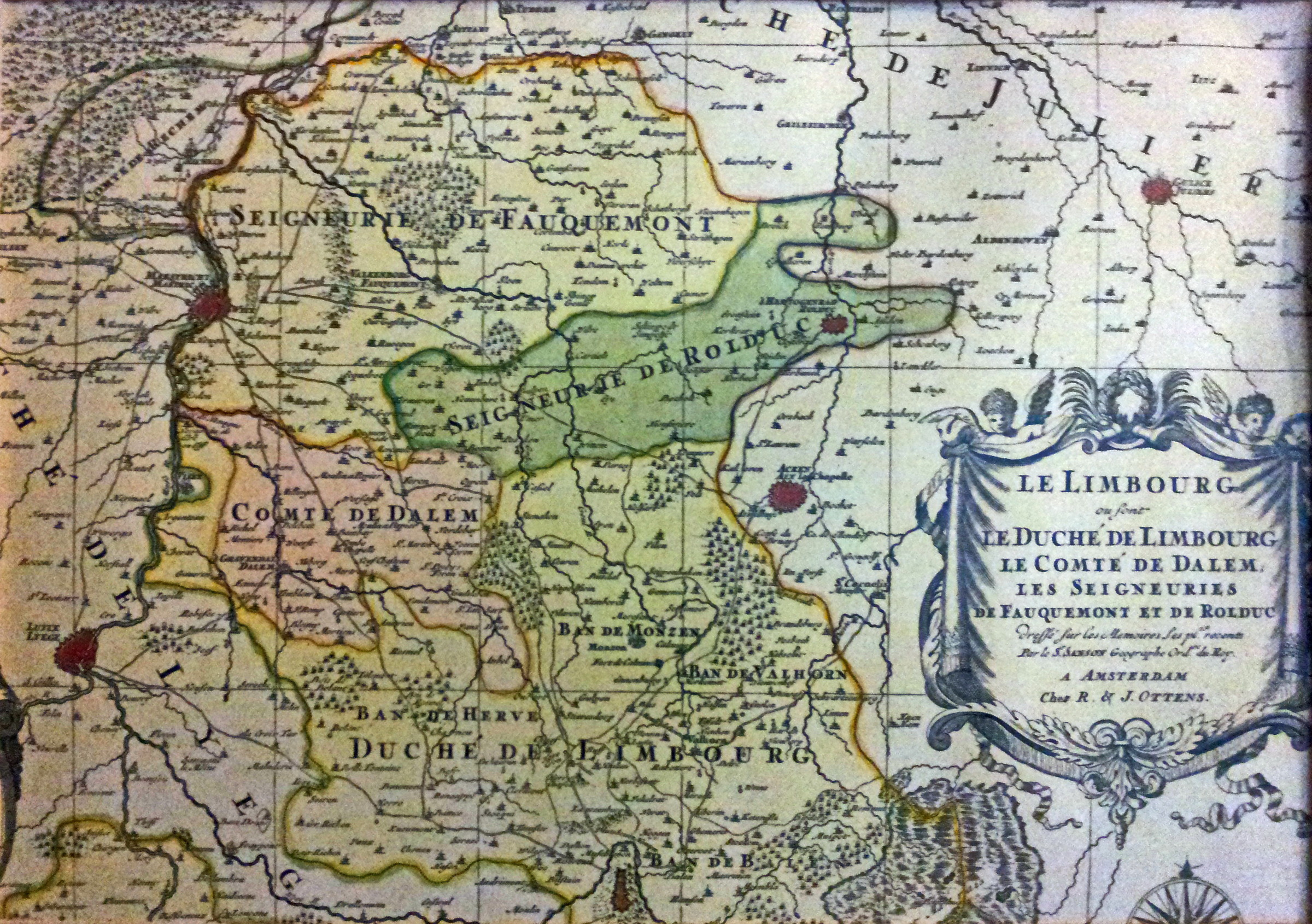
Le duché de Limbourg et les pays d'Outremeuse sous l'ancien régime (Atlas Major, Amsterdam, ca 1740)

Sous l'ancien Régime, l'expression Pays d'Outremeuse (néerlandais : Landen van Overmaas) désignait des territoires relevant du duché de Brabant situés à l'est de la principauté de Liège, « Outre Meuse » (au-delà de la Meuse). Il s'agissait pour l'essentiel du comté de Dalhem, le comté de Fauquemont et la seigneurie de Rolduc (ou Rode-le-Duc, Herzogenrath en allemand) dans les territoires actuels de la Belgique, d'Allemagne et des Pays-Bas. Parfois, l'ancien duché de Limbourg est mentionné sous un seul nom avec les Pays d'Outre-Meuse, parce qu'en 1473, ces quatre pays ont uni leurs États sous le nom États communs du duché de Limbourg et des trois pays d'Outre-Meuse. Plus à l'est, en Allemagne actuelle, il y avait quelques autres seigneuries qui, en tant que possessions du duché de Brabant appartenaient à ces pays.

## Histoire

### Brabant et les Pays d'Outremeuse

Les 3 pays d'Outre-Meuse: le comté de Dalhem, la Seigneurie de Rolduc, le pays de Fauquemont. Rouge : les frontières actuelles

Déjà depuis 1155, la seigneurie de Rode-le-Duc était lié au duché de Limbourg par une union personnelle, qui s'exprime par le nom de Rode-le-Duc. 
- En 1244, le duc Henri II de Brabant acquiert le comté de Dalhem.
- Par la victoire à la bataille de Worringen en 1288, le duché de Brabant s'assure la possession du duché de Limbourg, et ainsi également de la seigneurie de Rolduc.
- En 1347, le duché de Brabant acquiert le pays de Fauquemont.

Chacun de ces trois pays avait sa propre assemblée d'états (statenvergadering), composée des représentants de la noblesse et des échevins ; du comté de Dalhem en outre l'abbé de l'abbaye de Valdieu, de Rode-le-Duc celui de l'abbaye de Rolduc. La langue administrative était le néerlandais. Une telle assemblée existait également dans le duché de Limbourg. Ainsi rassemblées et dissociées du Brabant, ces possessions formèrent bientôt un ensemble distinct, une fédération de quatre petits États autonomes.

### Les Pays-Bas bourguignons
Entre 1387 et 1396, la maison de Valois-Bourgogne se rend complètement maîtresse des possessions du duché de Brabant situées à l'est de la Meuse. 
En 1473, ces quatre pays unirent leurs États sous le nom États communs du duché de Limbourg et des trois pays d'Outre-Meuse. À partir de 1598, l'abbé de Rolduc avait également un siège dans ces États communs. Ils envoyaient une délégation conjointe aux États généraux des Pays-Bas à Bruxelles. Cette délégation était composée de 13 délégués : 5 du duché de Limbourg, 4 du pays de Fauquemont, 2 du comté de Dalhem et 2 de la seigneurie de Rode-le-Duc. Avant le XVIIe siècle, la délégation comprenait également des membres des seigneuries de Sprimont, Kerpen et Lommersum, Wassenberg et Millen-Gangelt-Waldfeucht.
De cette manière, l'ensemble de ces quatre pays autonomes était considérée comme l'une des dix-sept provinces des Pays-Bas bourguignons et, plus tard, souvent désignée uniquement comme Limbourg et parfois aussi comme les (désormais) quatre pays d'Outre-Meuse. Selon une déclaration des États du Limbourg et d'Outre Meuse en 1600, les quatre capitales comptaient ensemble moins de 90 ménages.

### Habsbourg et les Provinces-Unies
Par le mariage de Marie de Bourgogne [1477-1482] avec Maximilien d'Autriche, ces territoires passèrent, comme le reste des Pays-Bas bourguignons, à une famille originaire d'Europe centrale, la maison de Habsbourg. Sous Philippe II, le fils de Charles Quint, la guerre de Quatre-Vingts Ans commença. Le résultat était la scission des Pays-Bas. Au sud, les Pays-Bas méridionaux, au nord, la république des sept Provinces-Unies et ses Pays de la Généralité, ses territoires conquis dans le sud.

Pays d'Outre-Meuse selon le traité de partage de 1661

À la suite de la paix entre la République des Provinces-Unies et l'Espagne de 1648, il fallait partager les Pays d'Outremeuse. Depuis le traité de partage des pays d'Outremeuse de 1661, la partie des pays d'Outremeuse dépendant des Provinces-Unies, en tant qu'un des Pays de la Généralité, était connue sous le nom d'Outremeuse des États (Staats-Overmaas).
Le traité de Fontainebleau de 1785 prévoit  l'échange de quelques villages et seigneuries d'Outre-Meuse entre les Pays-Bas autrichiens et la République. Dalhem  fut cédé aux Pays-Bas autrichiens à l'exception d'Oost et de Cadier. En échange, l'Autriche a renoncé à certaines exclaves dans le pays de Fauquemont.
Après la conquête des Pays-Bas méridionaux par les troupes françaises en 1794, la majeure partie des Pays d'Outremeuse fut rattachée au département de la Meuse-Inférieure. Une partie de Dalhem fut rattachée au département de l'Ourthe dont la partie néerlandophone est maintenant connue sous le nom des Fourons. Lors du traité de La Haye en 1795, la République Batave a également cédé l'Outremeuse des États à la République française, ces domaines ont été ajoutés au département de la Meuse-Inférieure. Ce fut la fin des Pays d'Outremeuse.

Le duché de Limbourg et l'Outremeuse espagnol/autrichien (1661-1785)
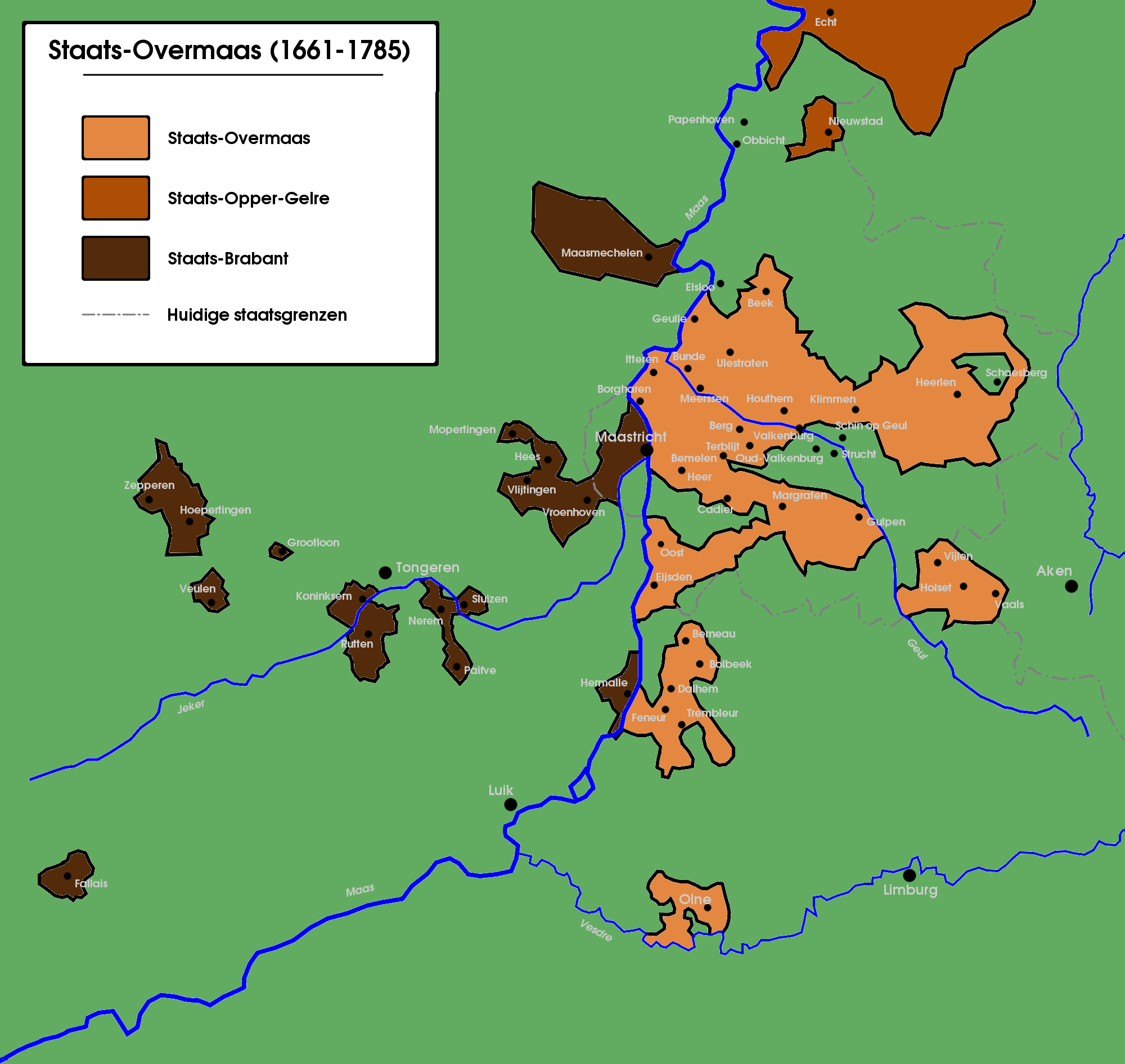
L'Outremeuse des États ( jusqu'à 1785 )
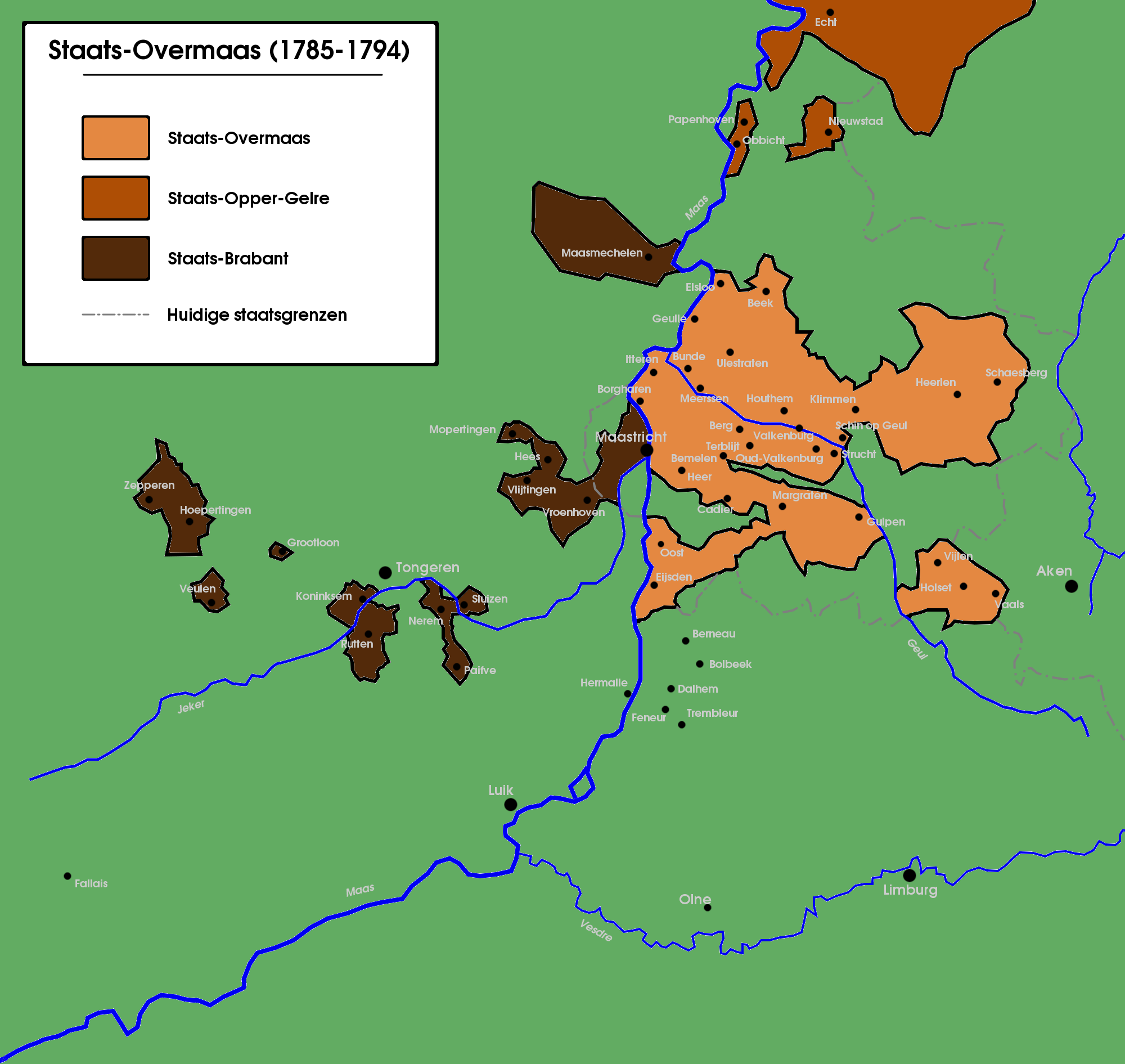
L'Outremeuse des États ( après 1785 )